# Salillas de Jalón
Salillas de Jalón ist eine Ortschaft und eine Gemeinde (municipio) mit 359 Einwohnern (Stand: 2024) im Norden der Provinz Saragossa in der Autonomen Region Aragonien im Nordosten Spaniens.

## Lage und Klima
Salillas de Jalón liegt etwa 45 Kilometer westsüdwestlich der Provinzhauptstadt Saragossa in einer Höhe von ca. 305 m am Río Jalón. 
Das Klima ist gemäßigt bis warm; der eher spärliche Regen (ca. 395 mm/Jahr) fällt übers Jahr verteilt.

## Bevölkerungsentwicklung
| Jahr      | 1970 | 1981 | 1991 | 2001 | 2011 | 2021 |
| Einwohner | 569  | 456  | 406  | 343  | 383  | 338  |

## Sehenswürdigkeiten
- Martinskirche (Iglesia de San Martín)
- Turm (Torre del Señorío)

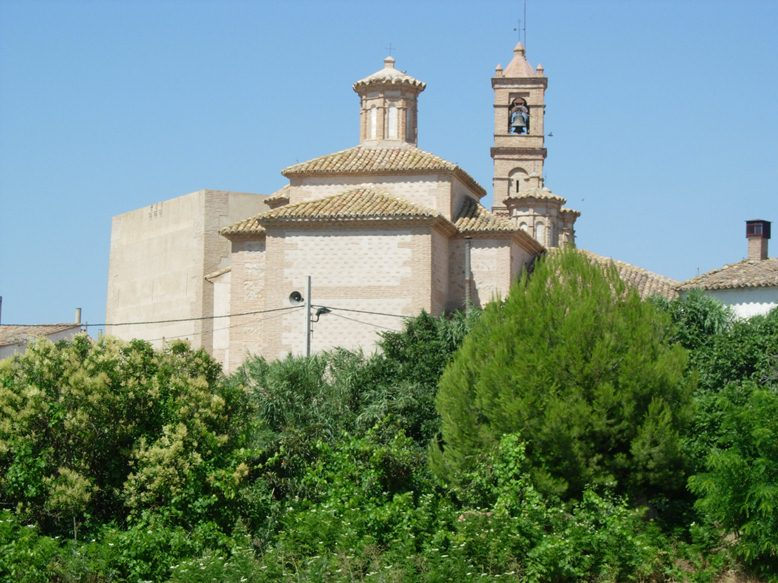
Martinskirche
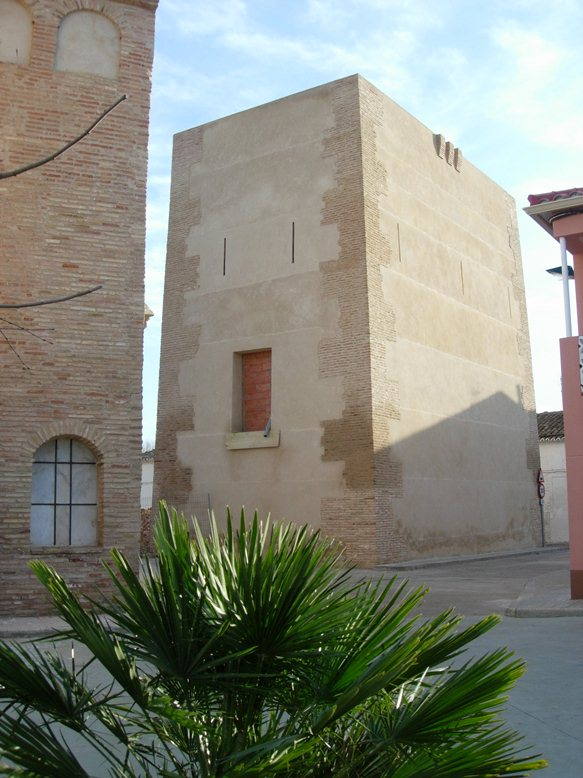
Torre del Señorío

## Persönlichkeiten
- Ángel Sola (1859–1910), Musiker